# Liste des cavités naturelles les plus profondes de la Haute-Garonne
La liste des cavités naturelles les plus profondes de la Haute-Garonne recense, sous forme de tableau(x), les cavités souterraines naturelles connues dans ce département français, dont le dénivelé est supérieur ou égal à cent mètres.
La communauté spéléologique considère qu'une cavité souterraine naturelle n'existe vraiment qu'à partir du moment où elle est « inventée » c'est-à-dire découverte (ou redécouverte), inventoriée, topographiée et publiée. Bien sûr, la réalité physique d'une cavité naturelle est la plupart du temps bien antérieure à sa découverte par l'homme ; cependant tant qu'elle n'est pas explorée, mesurée et révélée, la cavité naturelle n'appartient pas au domaine de la connaissance partagée.
La liste spéléométrique des 28 plus profondes cavités naturelles de la Haute-Garonne (≥ cent mètres) est actualisée à janvier 2025.
La plus profonde cavité souterraine naturelle répertoriée dans le département de la Haute-Garonne est « le réseau Félix Trombe », sur les communes de Herran et Arbas (cf. ligne 1 du tableau ci-dessous).

## Cavités de la Haute-Garonne (France) dont la dénivellation est supérieure ou égale à500m
Deux cavités sont recensées dans cette « classe I » au 31-12-2019.
| Réf. | Cavité (autres noms)              | Commune         | Massif ou zone      | Coordonnées (WGS 84)        | Dénivelée (mètres) | Développe. (mètres) | Sources ou références                 | Mise à jour |
| ---- | --------------------------------- | --------------- | ------------------- | --------------------------- | ------------------ | ------------------- | ------------------------------------- | ----------- |
| 1    | Réseau Félix Trombe - Henne Morte | Herran et Arbas | Massif d'Arbas      | 42° 58′ 51″ N, 0° 53′ 52″ E | +001 001, m        | +126 343, m         | Coume-ouarnede.fr & Sylvestre Clément | 2025-05     |
| 2    | Système souterrain de l'Hyder     | Urau et Cazavet | Massif de l'Estélas | 43° 00′ 11″ N, 1° 01′ 08″ E | +000604, m         | +13 200, m          | Spelunca n°133 & Spéléo mag n°108     | 2014-00     |

## Cavités de la Haute-Garonne (France) dont la dénivellation est comprise entre200 mètreset499 mètres
5 cavités sont recensées dans cette « classe II » au 31-12-2024.
| Réf. | Cavité (autres noms)         | Commune                  | Massif ou zone      | Coordonnées (WGS 84)        | Dénivelée (mètres) | Développe. (mètres) | Sources ou références     | Mise à jour |
| ---- | ---------------------------- | ------------------------ | ------------------- | --------------------------- | ------------------ | ------------------- | ------------------------- | ----------- |
| 3    | Gouffre de Damoclès          | Urau                     | Massif de l'Estélas | 42° 58′ 57″ N, 0° 57′ 50″ E | +000300, m         | +1 000, m           | Spelunca n°108            | 2007-00     |
| 4    | Gouffre de la Faille Géniale | Herran                   | Massif d'Arbas      | 42° 58′ 35″ N, 0° 53′ 57″ E | +000297, m         | +2 832, m           | Spéléoc n°85              | 2018-04     |
| 5    | Gouffre des Poules           | Herran                   | Massif d'Arbas      | 42° 58′ 38″ N, 0° 54′ 10″ E | +000247, m         | +0709, m            | Pyrénées souterraines n°2 | 2025-03     |
| 6    | Réseau du Burtetch - Riusec  | Milhas et Portet-d'Aspet |                     | 42° 57′ 20″ N, 0° 50′ 05″ E | +000240, m         | +3 000, m           | Spéléométrie de la France | 2000-00     |
| 7    | Gouffre Touzan               | Sauveterre-de-Comminges  |                     | 43° 00′ 49″ N, 0° 39′ 17″ E | +000220, m         | +0220, m            | Karsteau.org              | 2020-10     |

## Cavités de la Haute-Garonne (France) dont la dénivellation est comprise entre150 mètreset199 mètres
8 cavités sont recensées dans cette « classe III » au 01-07-2022.
| Réf. | Cavité (autres noms)  | Commune     | Massif ou zone      | Coordonnées (WGS 84)        | Dénivelée (mètres) | Développe. (mètres) | Sources ou références            | Mise à jour |
| ---- | --------------------- | ----------- | ------------------- | --------------------------- | ------------------ | ------------------- | -------------------------------- | ----------- |
| 7    | Gouffre Jeannot       | Sengouagnet |                     | 42° 57′ 18″ N, 0° 47′ 24″ E | +000190, m         | +0190, m            | Karsteau.org                     | 2018-04     |
| 8    | Gouffre du Cheyenne   | Herran      | Massif d'Arbas      | 42° 58′ 16″ N, 0° 52′ 35″ E | +000189, m         | +0659, m            | Bulletin du CDSC 31 n°52         | 2018-10     |
| 9    | Buhade dech Gandil    | Herran      | Massif d'Arbas      | 42° 58′ 40″ N, 0° 53′ 00″ E | +000185, m         | NC m                | Sylvestre Clément                | 2018-04     |
| 10   | Gouffre de la Lune    | Francazal   | Massif de l'Estélas | 42° 59′ 38″ N, 0° 59′ 36″ E | +000185, m         | +0368, m            | Spéléo mag n°118 & Speleoc n°157 | 2022-07     |
| 11   | Puits du Balcon       | Herran      | Massif d'Arbas      | 42° 58′ 18″ N, 0° 51′ 56″ E | +000180, m         | NC m                | Spéléométrie de la France        | 2000-00     |
| 12   | Gouffre de la Guarana | Herran      | Massif d'Arbas      | 42° 58′ 46″ N, 0° 53′ 35″ E | +000177, m         | +0748, m            | Bulletin du CDSC 31 n°49         | 2018-10     |
| 13   | Gouffre de la Cascade | Saleich     |                     | 43° 00′ 25″ N, 0° 58′ 37″ E | +000160, m         | NC m                | Spéléométrie de la France        | 2000-00     |
| 14   | Gouffre de Katach     | Urau        |                     | 42° 59′ 11″ N, 0° 57′ 46″ E | +000153, m         | +0200, m            | Spéléométrie de la France        | 2000-00     |

## Cavités de la Haute-Garonne (France) dont la dénivellation est comprise entre100 mètreset149 mètres
14 cavités sont recensées dans cette « classe IV » au 31-12-2024.
| Réf. | Cavité (autres noms)               | Commune                 | Massif ou zone       | Coordonnées (WGS 84)        | Dénivelée (mètres) | Développe. (mètres) | Sources ou références                    | Mise à jour |
| ---- | ---------------------------------- | ----------------------- | -------------------- | --------------------------- | ------------------ | ------------------- | ---------------------------------------- | ----------- |
| 15   | Gouffre de Campels n°3             | Arbon, Izaut-de-l'Hôtel |                      | 43° 00′ 38″ N, 0° 43′ 22″ E | +000140, m         | +0140, m            | Karsteau.org                             | 2018-04     |
| 16   | Clot detch Porcs                   | Herran                  | Massif d'Arbas       | 42° 58′ 39″ N, 0° 54′ 13″ E | +000135, m         | NC m                | Spéléométrie de la France                | 2000-00     |
| 17   | Puits des Fuxéens                  | Herran                  | Massif d'Arbas       | 42° 58′ 24″ N, 0° 53′ 38″ E | +000136, m         | NC m                | Sylvestre Clément                        | 2018-04     |
| 18   | Gouffre de Boucou                  | Mont-de-Galié           |                      | 43° 00′ 05″ N, 0° 38′ 42″ E | +000125, m         | +0170, m            | Karsteau.org                             | 2018-04     |
| 19   | Clot des Arrestous                 | Sauveterre-de-Comminges |                      |                             | +000123, m         | NC m                | Spéléométrie de la France                | 2000-00     |
| 20   | Grotte de Coume Nère               | Herran                  | Massif d'Arbas       | 42° 58′ 03″ N, 0° 51′ 54″ E | +000121, m         | +1 688, m           | Karsteau.org & Sylvestre Clément         | 2018-04     |
| 21   | Gouffre Refuge n°2 du pic du Gar   | Bezins-Garraux          | Massif du Pic du Gar | 42° 57′ 00″ N, 0° 42′ 03″ E | +000115, m         | +209, m             | Grottocenter & Pyrénées souterraines n°2 | 2025-03     |
| 22   | Gouffre de la Clarinette           | Arguenos                | Massif du Pic du Gar | 42° 57′ 32″ N, 0° 42′ 40″ E | +000111, m         | +0120, m            | Pyrénées souterraines n°2                | 2025-03     |
| 23   | Gouffre de Gèles                   | Aspet                   |                      | 43° 00′ 40″ N, 0° 47′ 23″ E | +000110, m         | +0300, m            | Karsteau.org                             | 2000-00     |
| 24   | Gouffre de Peyreghila              | Herran                  | Massif d'Arbas       | 42° 58′ 31″ N, 0° 53′ 20″ E | +000110, m         | NC m                | Spéléométrie de la France                | 2000-00     |
| 25   | Gouffre de la Coume de Cagire n° 4 | Juzet-d'Izaut           |                      | 42° 57′ 43″ N, 0° 45′ 22″ E | +000110, m         | +0120, m            | Spéléométrie de la France                | 2000-00     |
| 26   | Gouffre du Cerf                    | Razecueillé             |                      | 42° 57′ 35″ N, 0° 50′ 23″ E | +000105, m         | +0150, m            | CDS 31[réf. à confirmer]                 | 2021-01     |
| 27   | Gouffre de la Batmale              | Saleich                 |                      | 43° 00′ 43″ N, 0° 58′ 35″ E | +000102, m         | +0786, m            | Spéléométrie de la France                | 2000-00     |
| 28   | Réseau du Pas du Loup              | Francazal               | Massif de l'Estélas  | 43° 00′ 34″ N, 0° 59′ 54″ E | +000100, m         | +3 575, m           | Le Fil                                   | 2013-12     |